# Блеха, Петр
Петр Блеха (чеш. Petr Blecha; род. 24 апреля 1970, Прага) — чешский гребец, выступавший за сборные Чехословакии и Чехии по академической гребле в 1986—2001 годах. Обладатель серебряной медали чемпионата мира, победитель и призёр первенств национального значения, участник летних Олимпийских игр в Барселоне.

## Биография
Петр Блеха родился 24 апреля 1970 года в Праге. Занимался академической греблей в столичном гребном клубе «Спарта».
Впервые заявил о себе на международном уровне в сезоне 1986 года, когда вошёл в состав чехословацкой национальной сборной и выступил на юниорском мировом первенстве в Рачице, где в зачёте парных двоек стал четвёртым. Год спустя на юниорском мировом первенстве в Кёльне был седьмым в одиночках. Ещё через год на аналогичных соревнованиях в Милане завоевал серебряную медаль в распашных рулевых двойках.
В 1989 году в двойках с рулевым показал девятый результат на чемпионате мира в Бледе.
В 1991 году на чемпионате мира в Вене занял 12-е место в рулевых четвёрках.
Благодаря череде удачных выступлений удостоился права защищать честь страны на летних Олимпийских играх 1992 года в Барселоне. В составе экипажа-восьмёрки, куда также вошли гребцы Павел Меншик, Ондржей Голечек, Душан Бусинский, Павел Сокол, Иржи Шефчик, Ян Бенеш, Радек Завадил и рулевой Иржи Птак, благополучно преодолел предварительный квалификационный этап, но на стадии полуфиналов занял в своём заезде последнее место и отобрался лишь в утешительный финал В, где в конечном счёте финишировал шестым. Таким образом, расположился в итоговом протоколе соревнований на 12-й строке.
После барселонской Олимпиады Блеха остался действующим спортсменом и продолжил принимать участие в крупнейших международных регатах. Так, в 1993 году он представлял Чехию на домашнем чемпионате мира в Рачице — стал серебряным призёром в программе распашных рулевых четвёрок, уступив в финале только команде Румынии.
В 1994 году на чемпионате мира в Индианаполисе занял 11-е место в той же дисциплине.
В 1995 году в безрульных четвёрках показал 15-й результат на чемпионате мира в Тампере.
В 1998 году отметился выступлением на чемпионате мира в Кёльне, став в рулевых четвёрках шестым.
На чемпионате мира 2000 года в Загребе был восьмым в рулевых двойках.
В 2001 году в двойках с рулевым выиграл серебряную медаль на этапе Кубка мира в Мюнхене, занял восьмое место на чемпионате мира в Люцерне.